# Брегови хребети
Бреговите хребети или Крайбрежни Тихоокеански хребети (на английски: Pasifik Coast Ranges) е дълга над 1800 km верига от сравнително ниски планински хребети и масиви, простиращи покрай западния бряг на САЩ от 34° с.ш. до 48°30′ с.ш. и са съставна част на Западния пояс на Северноамериканските Кордилери. Разположени са в щатите Калифорния (50%), Орегон (31%) и Вашингтон (19%). Дължината им от север на юг е 1812 km, ширината до 260 km, а площта 255 333 km.. На запад хребетите се спускат стръмно към брега на Тихия океан. На изток залива Пюджет и меридионалните долини на реките Колумбия и левият ѝ приток Уилламет ги отделят на север от Каскадните планини, а на юг Калифорнийскато долина – от планината Сиера Невада. В средните си части, в района на планината Кламат ниски седловини ги отделят (свързват) от (с) Каскадните планини,

## Геоложки строеж, релеф, полезни изкопаеми
Средната им височина е около 1000 m, а максималната – връх Олимпус (2429 m), издигащ се в най-северната им част. Изградени са от седиментни и метаморфни скали с предимно кредна и кайнозойска възраст. Явяват се зона на висока тектонска активност, поради което често явление са земетресенията и следите от скорошни издигания и хоризонтални премествания – големия разлом Сан Андреас с дължина около 900 km. Разработват се находища на нефт, въглища и живак.

## Климат, растителност, национални паркове
Бреговите хребети са разположени в умерената и субтропичната зони. На север от 42° с.ш., където валежите са обилни (1500 – 2000 mm годишно), склоновете им са покрити с високостволови иглолистни гори (ситхински и дъгласки смърч, западен хемлок, туя). На юг, където количеството на валежите намалява до 300 – 500 mm годишно, господстват боровите гори и участъци с твърдолистни вечнозелени храсти (чапарал). По западните склонове в централните части на Бреговите хребети се срещат горски масиви от секвоя. В района на планината Олимпус е създаден едноименния национален парк.